# Армянское право
Армянское право (арм. Հայ իրավունք) — действовавшая в Древней и Средневековой Армении и применяемая в настоящее время в Республике Армения правовая система, а также отрасль правовой науки, занимающаяся её изучением. Право являлось одной из областей занимавшей ранних армянских авторов.

## Изучение
История армянского права на сегодняшний день остаётся наиболее слабо изученной областью арменоведения. Первыми исследователями армянского права являются В. Бастамянц, С. Егиазаров, Х. Самуелян, И. Зелинский, И. Колер, И. Карст. В советское время к ним присоединились А. Сукиасян, А. Товмасян, С. Оганесян.

## История
История армянского государства и права начинается за полторы-два тысячелетия до момента возникновения армянской письменности (V в.).

### Обычное право
Самым первым и древнейшим источником армянского права является правовой обычай. Являясь основным источником права в Древней и Средневековой Армении, особенно в условиях раздробленности государства, армянское обычное право санкционировалось со стороны иностранных правителей. Появление новых источников права, в частности, религиозных канонов, не умаляло значение норм обычного права. Это важно, прежде всего, с тем, что религиозные каноны, содержащие и правовые нормы, главным образом регулировали семейные и уголовные отношения.
Наиболее важное место в истории армянского права занимают письменные источники, к которым, прежде всего, относятся нормативные акты армянских царей (царские надписи). До наших дней практически не дошли сборники законов, изданные армянскими царями. Данное обстоятельство исследователи определяют тем, что с принятием христианства употребление языческих знаков запрещалось, поскольку христианство отвергало древнюю письменность, уничтожало литературу, а также нормативные правовые акты армянских царей, которые чаще всего хранились в качестве храмовых книг.
Принятие христианство оказало большое влияние на развитие обычного армянского права. Особенность его развития заключалась в том, что в условиях раздробленности страны и отсутствия царской власти, церковь сосредоточила в своих руках правовую деятельность, начала созывать национальные церковные соборы и заниматься правотворческой деятельностью, то есть издавать правовые нормы. В армянском праве обязательность норм канонических постановлений обуславливалась санкцией армянской церкви, в том числе чужеземных государства, верховная власть которых распространялась на территории Армении. Следовательно, канонические постановления являлись источниками армянского права и были обязательны для всей страны.
Левон Меликсет-Бек разделял источники армянского канонического права на «вненациональные» и «национальные». К первой группе относились каноны, принятые до созыва Халкидонского собора и принятые и санкционированные армянскими соборами, а именно:
1. доникейский нормы - те правила, которыми руководствовалась в своей жизнедеятельности единая католическая и апостольская церковь в течение первых трёх веков христианства;
2. решения первых трёх вселенских соборов: Первого Никейского (325 год); Констиантинопольского и Эфесского (431 год);
3. решения внешних поместных соборов (314-370 гг.);
4. каноны Отцов Церкви;

Ко второй группе относятся канонические постановления, изданные непосредственно армянской церковью.

### Сборники светских законов

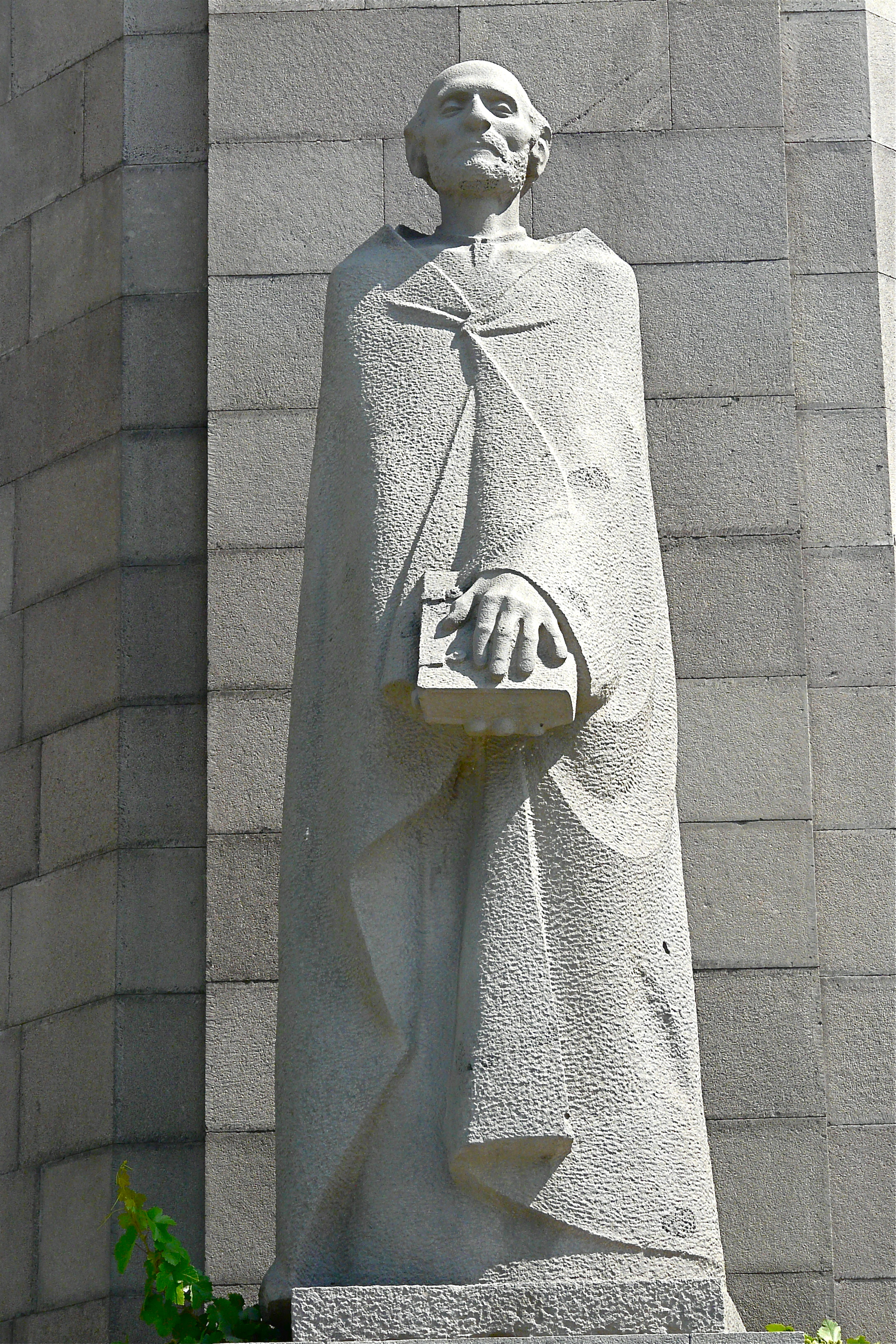
Мхитар Гош (1120—1213) — один из крупнейших средневековых армянских правоведов, автор судебника

Вторым источником армянского права являлись источники светских законов, среди которых наиболее ранние из дошедших до нас относятся к XII—XIII векам, а именно:
1. Судебник Давида Алавкаорди;
2. Судебник Мхитара Гоша;
3. Судебник Смбата Спарапета;

### Рецепция иностранного права
Третьей группой источников является рецепция иностранного права, в частности, Моисеевых законов, сирийских законов, римских и византийских законов, Антиохийских Ассизов, норм шариата.
Нормы иностранного права проникли в большинстве своём в Армению путём переводов. Моисеевы законы оказали воздействие на источники армянского права, как древнейшего периода, таки средневековья. Однако, при заимствовании норм иностранного права, они применялись в Армении в той мере, в какой не противоречили армянскому обычному праву, сложившимся общественно-экономическим отношениям. Более того, армянские духовные феодалы предусматривали свои санкции, тем самам упрочняя свои позиции в обществе. В силу политического положения, римское право было насильственно введено в Армению с I века н.э., когда Малая Армения была захвачена римлянами. в IV-V вв н.э. Рим проводил политику ассимиляции армянского народа и ликвидации армянского обычного права. В отличие от римского права, византийское право подлежало рецепции в V-VI вв., поскольку в Византии также развивались феодальные отношения. В частности, были рецепированы эклоги. Наблюдается сходство норм армянского и византийского права при регулировании гражданских, брачно-семейных, наследственных отношений.
Как отмечают Алексей Сукиасян и Хачик Самуэлян, в период господства арабов в Армении армянский феодализм подвергся их влиянию. Многочисленные арабские термины были введены в армянское право, главным образом, в государственно-управленческую и финансовую сферы. Однако удалось избежать широко внедрения норм шариата благодаря правотворческой деятельности армянской церкви, в результате чего общественные отношения регулировались не мусульманским правом, а христианскими религиозными канонами.

### Книги
- Авакян P.O., Авакян P.P. Истоки армянской правовой мысли: от Аратты, шумерской цивилизации до падения Араратского (Урартского) царства. — Ереван: Манц, 2008.
- Каноны Григория Просветителя (313-325гг.), Аштишатские каноны (354г.). Авакян Р. Сокровище армянской правовой мысли. Ереван. Т.1. 2001 (на армянском языке).
- Эдикты и указы араратских (урартских) царей (880-590 гг.до н.э.). Авакян P.O., Авакян P.P. Истоки армянской правовой мысли: от Аратты, шумерской цивилизации до падения Араратского (Урартского) царства. Ереван. «Манц», 2008.
- Авакян P.O. Памятники армянского права. Ереван: «ЕФ МНЮИ XXI век», 2000.
- Авакян P.O. Сокровищница армянской правовой мысли (ГХв.до н.э.-Х1Хв.н.э.). Ереван: «ЕФ МНЮИ ХХ1век», 2001.Т.1 (на армянском языке);
- Авакян P.O. Сокровищница армянской правовой мысли (IX в.до н.э.- XIX в.н.э.). Т.2. Ереван: «ЕФ МНЮИ XXI век», 2002. (на армянском языке).
- Алексеев К. Изложение законоположений, заключающихся в армянском Судебнике. М.: «Императорское общество истории и древностей российских при Московском университете», 1870.
- Арутюнян Г.Г. Конституционный суд в системе государственной власти (сравнительный анализ). Ереван, 1999.
- Арцруни С. М. Историко-догматическое значение «Судебника» Мхитара Гоша. Тифлис, 1890.
- Басмаджян К. Армянское древнее право со времен его зарождения. Париж, 1901 (на армянском языке).
- Конституция Армении (проект). Армянское уложение законов для управления страной Армянской 1773г./Пер. с древнеармянского Хачатуряна А.Б. М., издательство МГОПУ, 1998
- Мелик-Тангян Н. Армянское церковное право. Шуши, 1903. Книга 1. (на армянском языке).
- Мелик-Тангян Н. Армянское церковное (каноническое) право. Шуши, 1905. Книга 2. (на армянском языке).
- Меликсет-Бек Л. Об источниках древнеармянского права. «Известия Кавказского историко-археологического института» Том II. Тбилиси, 19171925.
- Погосян Ф.Г. Судебник астраханских армян. Ереван: Издательство Академии наук армянской ССР, 1967 (на армянском языке).
- Пишоф, Голер. Изучение Судебника польских армян = Ուսումնասիրութիւնք լեհահայոց դատաստանագրոյն. — Вена: Издательство Ордена Мхитаристов, 1890.
- Самуэлян X. История древнеармянского права. Т.1. Ереван: «АРМФАН», 1939 (на армянском языке).
- Сафарян Г.Г. Средневековое армянское право и политико-правовая мысль (X—XII вв.). Ереван, 2008.(на армянском языке).
- Сукиасян А.Г.Очерк истории государства и права Биайнили-Урарту (880590 гг. до н.э.). Издательство ЕГУ. Ереван, 1975.
- Сукиасян А.Г. Общественно-политический строй и право Армении в эпоху раннего феодализма (III—IX вв.). Ереван, 1963.
- Сукиасян А.Г. История Киликийского армянского государства и права. Издательство «МИТК». Ереван, 1969.
- Телунц М.М. Первая армянская Конституция. «Западня честолюбия» и Конституция РА 1995г. Новые проекты Конституции РА. Ереван, 2001 (на армянском языке).
- Тер-Иоаннисян Я.Г. Древнеармянское законодательство по Мхитару Гошу. T.XI. Тбилиси, 1884.
- Тигранян С. Введение к истории армянского права. Ереван, 1924 (на армянском языке).
- Товмасян А.Т. Армянское уголовное право древних и средних веков: обзор источников, преступление, наказание. Ереван, 1962.
- Торосян X. А. Суд и процесс в Армении: Х-ХШвв./Отв. ред. С.Т. Еремян. Ереван: издательство АН Арм. ССР, 1985.

### Научные статьи
- Абраамян А. Каноны Давида, сына Алавика// Эчмиадзин. 1952.- № 9-10.
- Акинян H.A. Каноны Шаапиванского собора: библиографическое исследование в связи с 1500 летием (444-1944гг.) // Журнал Андэс амсореа. Вена, 1949.
- Аревшатян С.К. Шаапиванские каноны − древнейший памятник армянского права// Историко-филологический журнал. - 1959. - № 2-3.
- Айкянц A.M. Развитие частного права в Армении в XV XVIII веках// Журнал российского права. - 2007. - № 3.
- Басмаджян К. Армянское древнее право со времен его зарождения// Журнал Банасер. 1901. - № 2-4 (на армянском языке).
- П.Галстян А.Г. Армянские первые письменные законы// Известия архивов Армении. 1966. - № 2.
- Еремян С.Т. О рабстве и рабовладении в Древней Армении// Вестник древней истории, 1950. № 1.
- Клтчян А. Древнее армянское право// Журнал Азгагракан андес. Тбилиси. 1912. Книга XXII. - № 1 (на армянском языке).
- Клтчян А. Древнее армянское право// Журнал Азгагракан андес. Книга XXIV. -1913.-№1 (на армянском языке).
- Погосян Ф. Астраханский армянский судебник// Вестник Матенадарана. -1962. № 6 (на армянском языке).